# South Charleston
South Charleston – wieś w Stanach Zjednoczonych, w stanie Ohio, w hrabstwie Clark.